# Gymnosperma
Gymnosperma es un género de plantas con flores perteneciente a la familia de las asteráceas. Comprende 8 especies descritas y solo 3 pueden ser aceptadas ya que está en disputa su validación.

## Taxonomía
El género fue descrito por Christian Friedrich Lessing y publicado en Synopsis Generum Compositarum 194. 1832. La especie tipo es: Gymnosperma glutinosum (Spreng.) Less.

## Especies
- Gymnosperma eriocarpa Walp.
- Gymnosperma eriocarpum A.Gray
- Gymnosperma glutinosum (Spreng.) Less.